# Leonard Siffleet
Leonard George Siffleet (14 de enero de 1916-24 de octubre de 1943) fue un comando australiano de la Segunda Guerra Mundial. Nació en Gunnedah, Nueva Gales del Sur, enrolándose en la Segunda Fuerza Imperial Australiana en 1941 y alcanzando el rango de Sargento en 1943. Destacado en la M Special Unit del Departamento de Servicios de Reconocimiento, Siffleet estaba en una misión en Papúa Nueva Guinea, cuando él y dos compañeros ambonenses fueron capturados por miembros de una tribu colaboracionista y entregados a los japoneses. Los tres hombres fueron interrogados, torturados y posteriormente decapitados. Una fotografía de la ejecución inminente de Siffleet se convirtió en una imagen perdurable de la guerra, y su identidad se confunde a menudo con la de otros militares que han sufrido un destino similar, en particular, el teniente William Ellis Newton.

## Biografía

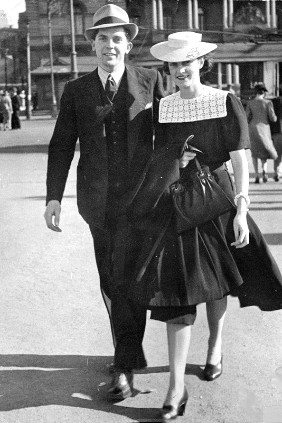
Siffleet y Clarice Lane, 1941.

Leonard George Siffleet nació el 14 de enero de 1916 en Gunnedah, Nueva Gales del Sur. Era hijo de un obrero itinerante de ascendencia holandesa, tenía una hermana y dos hermanos. Siffleet llegó a Sídney a fines de la década de 1930, deseando enrolarse en la Policía, pero no pudo hacerlo a causa de problemas de visión. Sin embargo, fue reclutado en la Reserva en agosto de 1940 y destacado en una unidad de reflectores en la Base Richmond de la Real Fuerza Aérea Australiana.
Dado de baja de la Reserva después de tres meses, Siffleet volvió con su familia para cuidar de sus hermanos menores después de la muerte su madre. Estaba trabajando como ayudante de tienda cuando se enroló en la Segunda Fuerza Imperial Australiana en septiembre de 1941. Destacado en una compañía de señales con base en Ingleburn, Nueva Gales del Sur, dos veces fue reportado como ausente sin permiso; en aquel entonces estaba de novio con Clarice Lane.

## Campaña de Nueva Guinea
Después de entrenarse en radiocomunicaciones en la Universidad Técnica de Melbourne, Siffleet se ofreció voluntario para operaciones especiales en septiembre de 1942 y fue destacado en el Departamento de Servicios de Reconocimiento (DSR) del Buró Aliado de Inteligencia en Melbourne. Se unió a la Z Special Unit y fue transferido a Cairns en el extremo norte de Queensland para más entrenamiento operativo. Asignado a la sección holandesa del DSR como operador de radio, Siffleet fue ascendido a Sargento en mayo de 1943. Ese mismo mes se fue a la M Special Unit para participar en una misión de instalación de un puesto de vigilancia costera en las colinas detrás de Hollandia, Nueva Guinea Holandesa. Descrito por el Comandante Eric Feldt, director de los vigilantes costeros, como "el mejor tipo de suboficial de la A.I.F., joven y competente", Siffleet se unió a un equipo al mando del Sargento H. N. Staverman de la Real Armada de los Países Bajos, que incluía a dos soldados ambonenses, H. Pattiwal y M. Reharing. Con el nombre clave de Operación Whiting, su tarea era trabajar en conjunto con otro equipo (Operación Locust), al mando del Teniente Jack Fryer.
El grupo de reconocimiento de Staverman inició su misión en el noreste de Nueva Guinea en julio, viajando a lo largo de terreno montañoso durante agosto y septiembre. En algún momento, Staverman y Pattiwal se separaron de los demás para seguir explorando el territorio, siendo emboscados por un grupo de nativos. Ambos fueron capturados y dados por muertos, pero Pattiwal escapó más tarde y se reunió con Siffleet y Reharing. Siffleet transmitió un mensaje radial a Fryer para advertirle de los nativos hostiles y las patrullas japonesas, indicando que estaba listo para quemar los cuadernos de claves de su equipo y enterrar su radio. No se tuvo más noticias de ellos hasta inicios de octubre. Clarice Lane (llamada incorrectamente como "Clemice" Lane) recibió en aquel período dos cartas del Buró Aliado de Inteligencia en julio y septiembre, afirmando que Siffleet estaba "sano y salvo".

## Muerte y legado

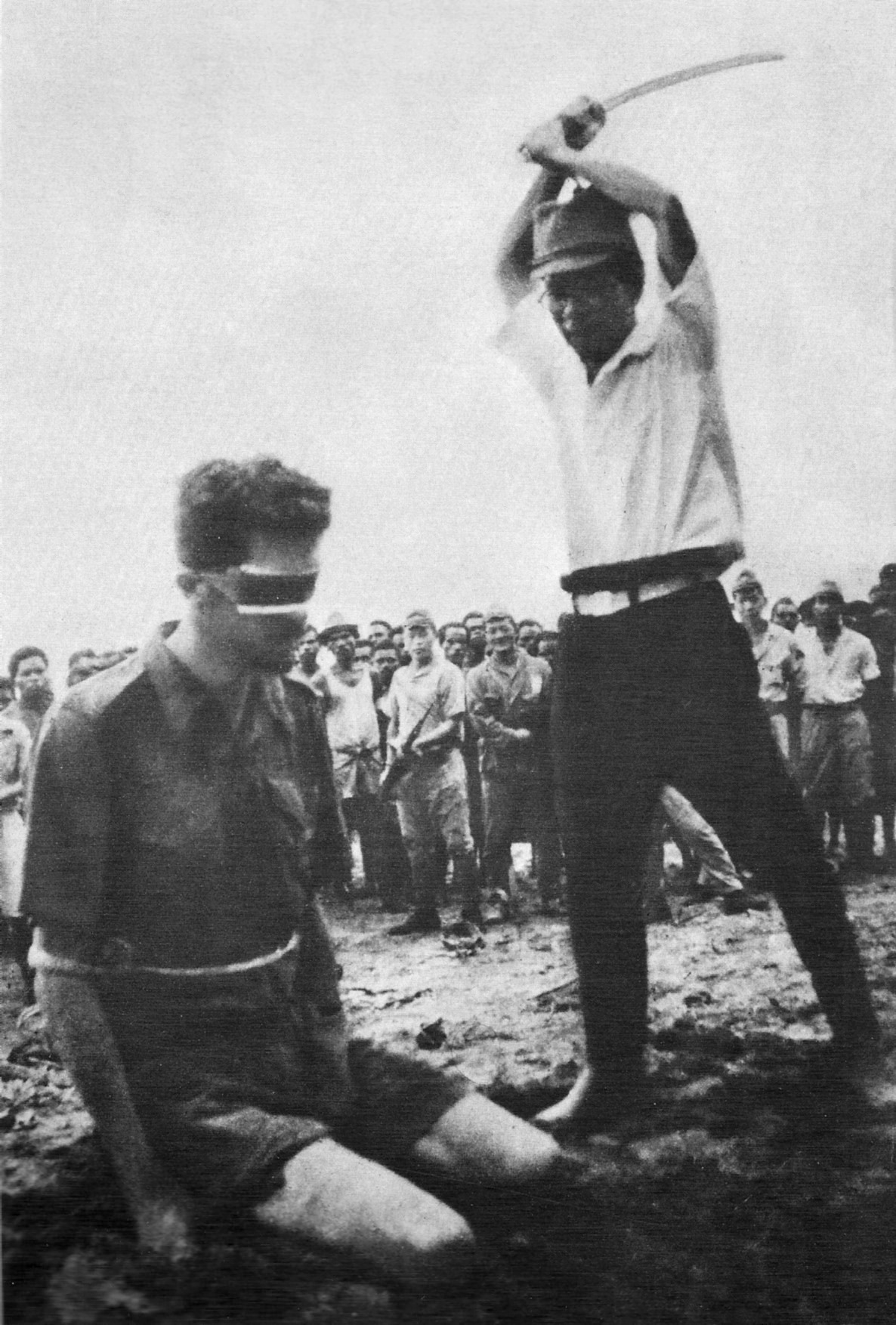
Ejecución del Sargento Siffleet en Aitape, 1943.

Después que Pattiwal se reunió con Siffleet y Reharing, ellos intentaron abrirse paso a la frontera holandesa. Fueron emboscados por cien nativos cerca de Aitape y después de un breve combate cuerpo a cuerpo durante el cual Siffleet disparó e hirió a uno de sus atacantes, el grupo fue capturado y entregado a los japoneses. Interrogados y torturados, el equipo fue encerrado por aproximadamente dos semanas antes de ser llevado a la playa de Aitape en la tarde del 24 de octubre de 1943. Atados y con los ojos vendados, rodeados por observadores nativos y japoneses, fueron obligados a arrodillarse y ejecutados por decapitación, por orden del Vicealmirante de la Armada Imperial Japonesa Michiaki Kamada. El oficial que ejecutó a Siffleet, Yasuno Chikao, ordenó a un soldado que lo fotografiase en el acto. Sobre Chikao se ha escrito que murió antes del final de la guerra, así como que fue capturado y sentenciado a muerte por ahorcamiento, permutándose su sentencia a 10 años de prisión.
La fotografía de la ejecución de Siffleet fue descubierta en el uniforme del cadáver de un Mayor japonés cerca de Hollandia por soldados estadounidenses en abril de 1944. Se cree que es la única imagen de la ejecución de un prisionero de guerra occidental por un soldado japonés que se ha conservado. La fotografía fue publicada en periódicos australianos y en la revista Life, pero se creía que mostraba al Teniente William Ellis Newton, que había sido capturado en Salamaua y decapitado el 29 de marzo de 1943. Después fue expuesta en el Memorial de Guerra Australiano. A pesar de la identificación positiva de Siffleet como el soldado de la imagen en 1945, este continúa siendo erróneamente identificado como Ellis Newton en algunas fuentes. Siffleet es conmemorado en el Memorial de Lae, en Lae, junto a los demás soldados de la Commonwealth que murieron combatiendo en la región y no tienen una tumba conocida. También se le dedicó un parque memorial a Siffleet en Aitape en mayo de 2015.